# Dubai World Championship
Dubai World Championship är årets sista golftävling på herrarnas PGA European Tour. Sedan 2009 hålls tävlingen alltid på Jumeirah Golf Estates.

## Segrare
| År   | Segrare         |
| 2011 | Alvaro Quiros   |
| 2010 | Robert Karlsson |
| 2009 | Lee Westwood    |